# Paessler PRTG
PRTG (Paessler Router Traffic Grapher fino alla versione 7) è un software di monitoraggio di rete agentless di Paessler AG. Diverse versioni software sono raccolte sotto il termine ombrello Paessler PRTG. Può monitorare e classificare condizioni di sistema come utilizzo di banda o tempo di attività e raccogliere statistiche da vari host come switch, router, server e altri dispositivi e applicazioni.
La prima versione di PRTG è stata lanciata il 29 maggio 2003 dall’azienda tedesca Paessler GmbH (ora: Paessler AG), fondata da Dirk Paessler nel 2001.

## Prodotti della famiglia Paessler PRTG
Il software di monitoraggio Paessler PRTG è disponibile in tre versioni. Oltre alla soluzione classica standalone, PRTG Network Monitor, Paessler commercializza PRTG Enterprise Monitor per reti di grandi dimensioni e distribuite e PRTG Hosted Monitor come versione SaaS.

### PRTG Network Monitor
Paessler PRTG Network Monitor è la classica soluzione di monitoraggio sul posto, hosted su un server nella rete dell’utente. Per l’installazione del core server è richiesto un computer con il sistema operativo Windows Server.

### PRTG Enterprise Monitor
Dal 2020, Paessler offre PRTG Enterprise Monitor, una soluzione di monitoraggio specializzata per ambienti IT di grandi dimensioni. Oltre a prestazioni particolarmente elevate per le sedi distribuite, PRTG Enterprise Monitor include anche ITOps Board, che offre una panoramica centralizzata orientata ai servizi. Può essere utilizzata per mappare i processi aziendali, consolidare dashboard da server multipli e monitorare le prestazioni e la disponibilità SLA, tra le varie possibili funzioni.

### PRTG Hosted Monitor
Nel 2017 è stata lanciata una versione di PRTG hosted in cloud. PRTG Hosted Monitor offre ampiamente la stessa gamma di funzioni dello strumento standard. La licenza è fatturata mensilmente ed è basata unicamente sul numero dei sensori. A differenza di PRTG Network Monitor e PRTG Enterprise Monitor, PRTG Hosted Monitor può anche essere utilizzato in reti prive di un server Windows in quanto è hosted in cloud e non localmente.

## Specifiche tecniche
Paessler PRTG dispone di una modalità d'individuazione automatica che effettua la scansione di aree predefinite di una rete aziendale e crea un elenco di dispositivi partendo da tali dati. Nel passaggio successivo, è possibile reperire ulteriori informazioni sui dispositivi rilevati utilizzando vari protocolli di comunicazione. Protocolli tipici sono ICMP, SNMP, WMI, NetFlow, jFlow, sFlow, ma è anche possibile la comunicazione tramite DCOM o RESTful API.

### Sensori
Il software è basato su sensori che sono configurati per uno scopo specifico. Un sensore PRTG corrisponde a una singola misurazione su un dispositivo. Ad esempio, quando gestisce uno switch, un sensore potrebbe misurare la salute di rete o verificare se l’utilizzo di CPU da parte dello switch è superiore al 90%. La maggior parte dei dispositivi richiede da cinque a dieci sensori per essere pienamente monitorata. Ci sono sensori per applicazioni HTTP, SMTP/POP3 (e-mail) e sensori specifici hardware per switch, router e server. PRTG Network Monitor ha oltre 200 sensori predefiniti diversi che recuperano le statistiche dalle istanze monitorate, come ad es. tempi di risposta, processore, memoria, informazioni database, temperatura o stato di sistema.

### Interfaccia Web e desktop client
Il software può essere interamente operato tramite un’interfaccia Web basata su AJAX. L’interfaccia Web è adatta sia alla risoluzione di problemi in tempo reale e allo scambio di dati con personale non tecnico tramite mappe (dashboard), sia a report definiti dall’utente. È inoltre disponibile un’ulteriore interfaccia amministrativa sotto forma di applicazione desktop per Windows, Linux e macOS.

### Notifiche e report
Oltre agli abituali canali di comunicazione come E-mail ed SMS, gli avvisi sono anche forniti tramite notifica push sugli smartphones utilizzando un’app per iOS o Android. Paessler PRTG offre inoltre report personalizzabili.

### Prezzi
Il costo della licenza di Paessler PRTG dipende dai sensori. Una versione di PRTG Network Monitor con 100 sensori integrati è disponibile gratuitamente.